# Papadimitriu Athina
Papadimitriu Athina (Budapest, 1954. július 19. –), névváltozata: Papadimitriu Athéné, görögül: Αθηνά Παπαδημητρίου, Jászai Mari-díjas és EMeRTon-díjas görög származású magyar színésznő.

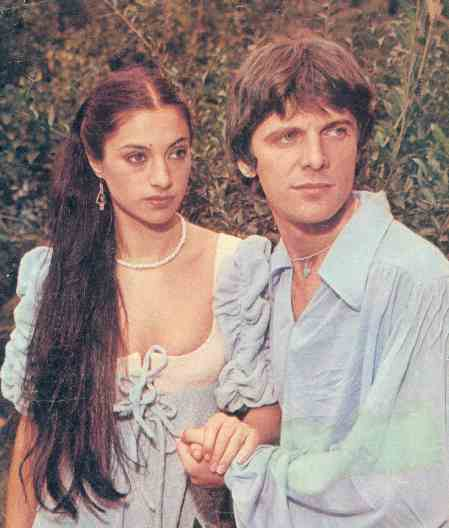
Júlia szerepében Pelsőczy László oldalán (1978)

## Életpályája
1976-ban végzett a Színház- és Filmművészeti Főiskolán. 1976–1978 között a 25. Színháznál kezdte színészi karrierjét. 1978–1982 között a Népszínházban szerepelt. 1982–1989 között a Nemzeti Színházban játszott. Ezután került a Rock Színházhoz 1989–1996 között. Annak megszűnése után a Budapesti Operettszínházba került, melynek azóta is tagja.
Vendégként fellép a tatabányai Jászai Mari Színházban, a Budaörsi Játékszínben, a Ruttkai Éva Színházban és a budapesti Játékszínben.

## Családja
1981 és 1997 között párja, NEM férje Trokán Péter színművész. Lányaik, Anna (1984) és Nóra (1986), a szülők hivatásának folytatói. 1997 és 2009 között a párja Dr. Magyar Gábor háziorvos. Lányuk Réka (1998, nevét később Elektrára változtatta). 
Öccse, Grigorisz (1957-1980), a Kormorán együttes alapító tagja, 1980-ban hunyt el autóbaleset következtében.

## Színházi szerepei
A Színházi adattárban regisztrált bemutatóinak száma: 128. Ugyanitt 25 színházi fotón is látható.
- Szabó Magda: Abigél... Bánkiné
- Vaszary Gábor–Fényes Szabolcs: Bubus... Hilda
- Kálmán Imre: Csárdáskirálynő
- Tamási Áron: Énekes madár... Gondos Eszter
- Hol vagytok ti régi játszótársak?
- Fényes Szabolcs–Békeffi István–G. Dénes György: A kutya, akit Bozzi úrnak hívtak...Paulina
- Shakespeare: Lear király... Cordelia
- Arisztophanész: Lysistrate...Lysistrate (koreográfus is)
- Bakonyi Károly–Békeffi István–Kaszó Elek–Verebes István: Mágnás Miska... Stefánia
- Ben Turán: Melina, avagy a Torzó... Melina
- Kállai István–Böhm György: Menyasszonytánc... Lenke
- Sylvester Lévay–Michael Kunze: Mozart!... Maria-Anna Mozart
- Kokavecz Iván: Napszilánkok
- Várkonyi Mátyás–Miklós Tibor: Néró és a Sztárcsinálók... Locusta
- Ludovic Halévy–Henri Meilhac: Párizsi élet... Quimper Karadek grófnő
- Shakespeare: Rómeó és Júlia... Júlia[4]
- Neil Simon–Cy Coleman–Dorothy Fields: Sweet Charity / Szívem csücske... Pallas (Nichie)
- Shakespeare: A vihar... Miranda
- Viktor Léon–Leo Stein: A víg özvegy... Praskovia
- Andrew Lloyd Webber–Tim Rice: Jézus Krisztus szupersztár... Mária Magdolna
- Leigh–Wasserman: La Mancha lovagja... Aldonza
- Andersson–Ulvaeus–Rice: Sakk... Svetlana
- Lázár Ervin: Szegény Dzsoni és Árnika - Százarcú boszorkány

## Filmjei

### Játékfilmek
- Hangyaboly (1971)
- Holnap lesz fácán (1974)
- Kojak Budapesten (1980)
- Rontás és reménység – igaz történet, részben eredeti szereplőkkel (1981)
- Hatásvadászok (1983)
- Redl ezredes I–II. (1985)
- Hamis a baba (1991)
- Mesmer (1994)
- Elektra mindörökké (1995)
- Titkos szeretők (2000)
- Kémjátszma (2001)
- Neurock (2001)
- Chacho Rom (2002)
- Titkos hely (2003)
- József és testvérei – Jelenetek a parasztbibliából (2004)
- Lajkó – Cigány az űrben (2018)

### Tévéfilmek
- Öt nap háború nélkül (1975) (Papadimitriu Athéné néven a stáblistán)
- A lőcsei fehér asszony (1976)
- Sándor Mátyás 1–6. (1979)
- Széchenyi napjai (1985)
- Linda (1985)
- Zenés húsvét (1993)
- Csíksomlyói passió (1994)
- Szomszédok (1996)
- Pasik! (2000)
- Neurock (2001)
- Historia Romani (2005) narrátor
- Cimbora: Sakuntula gyűrűje (2006)
- Kegyenc
- A Hortobágy legendája (2007)
- Kiliki a Földön (2008)
- Vidovszky László: Nárcisz és Echo
- Nofilter (2019)
- Drága örökösök (2020)
- Végtelen matrjoska (2022)
- Drága örökösök – A visszatérés (2022–2024)
- Pokoli rokonok (2025)

## Diszkográfia
- Latin érintés (CD) (2009)
- Végtelen érintés (CD) (2010)
- Latin díva (DVD) (2010)
- Tengerről tengerre (CD) (2012)

## Díjai
- Rajz János-díj (1988)
- Farkas–Ratkó-díj (1989)
- EMeRTon-díj (1993)
- Budapestért díj (2005)
- Ivánka Csaba-díj (2016)
- Jászai Mari-díj (2019)